# Каравиас, Иоаннис
Иоаннис Каравиас  (греч. Ιωάννης Καραβίας ; 1899, Панагула Этолия и Акарнания — 1994, Парос) — греческий офицер, участник Второй мировой войны. Отличился и отмечен историографией в греко-итальянской войне 1940—1941 годов и в Сражении при Римини в 1944 году.

## Биография
Иоаннис Каравиас родился в 1899 году в селе Панагула Этолия и Акарнания. Приходился дальним родственником священномученику Евгению Каравиасу и участнику Греческой революции в Дунайских княжествах Василию Каравиасу.
В 1922 году окончил Военное училище эвэлпидов и в звании младшего лейтенанта был сразу же отправлен в действующую армию, в дивизию Адрианополя. В межвоенный период дослужился до звания майора.
Перед началом Греко-итальянской войны 3 октября 1940 прибыл с подкреплениями в «отдельный отряд Пинда», под командование полковника Давакиса.

## Вторая мировая война
В первые дни войны отряд Давакиса принял удар итальянской альпийской дивизии «Джулия», пытавшейся пройти по хребту Пинда вглубь греческой территории и отсечь греческие соединения в Эпире от соединений в Западной Македонии.
В критическом для хода войны Сражении на Пинде и во время контратаки, на 6-й день с начала войны, полковник Давакис получил ранение в грудь. Давакиса, впавшего в кому, унесли на носилках. Командование отрядом и продолжение контратаки возглавил майор Иоаннис Каравиас. Возглавив 500 солдат отряда и с греческим боевым кличем «аэра», Каравиас повернул вспять итальянское соединение в 1500—2000 солдат и положил начало победному для греческого оружия исходу Сражения на Пинде.
Эта победа имела решающее значение для хода войны и стала первым поражением стран оси во Второй мировой войне. Современный греческий историк Т.Герозисис, в своём фундаментальном труде «Офицерский корпус и его роль в современном греческом обществе, 1821—1975», упоминает майора Каравиаса в одном ряду с героями первых недель войны, генералом Кацимитросом и полковником Давакисом. Герозисис пишет:
«Командование армии и диктаторский режим не подозревали, что младшие офицерские чины ощущали твёрдое намерение народа оказать сопротивление любому чужеземному вторжению.
Этим объясняется, что на поле боя в секторе Элеа-Каламас генерал-майор Кацимитрос, „сумасшедший“ командир VIII дивизии, добился „неожиданного“ успеха, что на поле боя полковник Давакис и майор Каравиас, возглавляя отряд в 2 тысячи солдат и защищая фронт протяжённостью в десятки км, блокировали продвижение мощнейшей итальянской дивизии Джулия»:528.
Греческая армия перенесла военные действия на территорию Албании. Каравиас продолжал командовать своим соединением. Неудачное Итальянское весеннее наступление, а также вырисовывавшаяся опасность занятия греческой армией порта Авлона, вынудили вмешаться Гитлеровскую Германию. Немецкое вторжение, из союзной немцам Болгарии, началось 6 апреля 1941 года. Немцы не смогли сходу прорвать линию греческой обороны на греко-болгарской границе, но прошли к македонской столице, городу Фессалоники, через территорию Югославии. Группа дивизий Восточной Македонии была отсечена от основных сил армии, сражавшихся в Албании. Немецкие войска вышли в тыл греческой армии в Албании. В командовании армии в Албании стали преобладать сторонники «почётной капитуляции», от имени которых генерал Цолакоглу подписал 23 апреля 1941 года, в нарушение приказа главнокомандующего, акт о капитуляции греческих войск.
Каравиас добрался на остров Парос, откуда была родом его жена, а оттуда выбрался на Ближний Восток.
Был назначен командиром батальона 1-й греческой бригады, принявшей участие в сражении при Эль-Аламейне.
В вырисовывашейся вероятности их послевоенного использования против партизан Народно-освободительной армии, соединения эмигрантского правительства на Ближнем Востоке восстали. 1-я бригада была разоружена. Каравиас, в числе верных правительству офицеров, был назначен командиром 1-го батальона сформированной в 1944 году 3-й Греческой горной бригады. Командуя своим батальоном, отличился в Сражении при Римини в Италии в сентябре 1944 года, а затем первым вступил в город Беллария.

## Период 1944—1958 годов
Через месяц 3-горная бригада была переброшена в Грецию и сражалась на стороне англичан, против городских отрядов ЭЛАС в декабрьских боях в Афинах.
В звании подполковника Каравиас стал в 1945 году начальником штаба 3-й бригады.
В 1947 году возглавил Военное училище эвэлпидов. Написал книгу Воспоминания о войне (1947).
В ходе продолжавшейся Гражданской войны возглавлял 72-ю бригаду (1948—1949).
В 1953 году принял командование 5-й дивизией на острове Крит.
Ушёл в отставку в 1958 году, в звании генерал-лейтенанта

## Награды
Иоаннис Каравиас был дважды повышен в звании на поле боя.
Трижды был награждён греческим золотым «Орденом за мужество» (Αριστείο Ανδρείας).
Был также награждён британскими орденами Орден «За выдающиеся заслуги» и Орден Британской империи.

## Последние годы
Отставной генерал Иоаннис Каравиас вёл скромную жизнь на острове Парос, откуда была родом его жена, Фотини Маринопулу. У четы было двое детей, Теодорос и Мария.
В 1978 году генерал написал свои мемуары Жизнь одного солдата.
Генерал Иоаннис Каравиас умер на острове Парос в июле 1994 года.

## Память
Муниципалитет столицы острова Парос дал имя генерала Каравиаса одной из улиц города.
В октябре 2010 года муниципалитет села Панагула, в котором Иоаннис Каравиас родился, установил в центре села бюст генерала. При открытии памятника, генерал И. Коркас заявил о исторической несправедливости и что «победа в Сражении на Пинде» принадлежит И. Каравиасу, поскольку полковник Давакис был ранен в начале сражения и командование принял и завершил сражение победой И. Каравиас.
В свою очередь, сын генерала, Теодорос Каравиас, член греческого представительства в ООН, высказал свои обиды.
Он напомнил, что на похоронах генерала в 1994 году присутствовал посол Великобритании в Афинах, но не было официальных представителей греческого правительства.
Он также упомянул, что если с полсотни площадей и полсотни улиц по всей Греции названы именем К. Давакиса, лишь муниципалитет Пароса дал имя генерала И. Каравиаса одной из улиц своего города.